# Aeroport Internacional de Pequín
L'Aeroport Internacional de Pequín (codi IATA: PEK, codi OACI: ZBAA) (en xinès: 北京首都国际机场; en pinyin: Běijīng Shǒudū Guójì Jīchǎng) és el principal aeroport que dona servei a la ciutat de Pequín. Està localitzat a 32 km al nord-est del centre de la capital, en un enclavament del districte de Chaoyang envoltat pels espais rurals del districte de Shunyi. L'aeroport és propietat però també és operat per Beijing International Airport Company Limited, una entitat depenent del govern xinès. L'any 2009, va gestionar més de 65 milions de passatgers convertint-se en l'aeroport més ocupat d'Àsia i el segon a nivell mundial.
L'Aeroport Internacional de Pequín és el principal centre de connexions de l'aerolínia Air China, la qual duu a terme vols des d'aquest aeroport fins a 120 destinacions diferents. És també un destacat hub per Hainan Airlines i China Southern Airlines.
L'aeroport de Pequín s'ha enfilat ràpidament en els rànquings del aeroports amb més activitat del món en les últimes dècades. Va superar l'Aeroport de Haneda de Tòquio com al aeroport més actiu de l'Àsia en tràfic de passatgers i en nombre total de moviments l'any 2009, i va ser el segon aeroport més transitat del món en tràfic de passatgers, després del Hartsfield-Jackson d'Atlanta, del 2010 al 2019. L'aeroport va enregistrar un total de 557,167 moviments d'aeronaus (enlairements i aterratges), arribant a ser el 6è al món l'any 2012. En termes de transport de mercaderies, l'aeroport de Pequín també ha estat testimoni d'un ràpid creixement. Al 2012, l'aeroport es va convertir en el 13è aeroport més actiu en transport de mercaderies, amb un total de 1787027 tones mètriques tranportades.

## Història
L'Aeroport Internacional de Pequín va ser inaugurat el 2 de març de 1958. Llavors consistia d'un petit edifici terminal, que es manté encara avui en dia, usat per personalitats i vols xàrter. L'1 de gener de 1980, un edifici terminal més gran va ser obert. La terminal va ser més gran que la de la dècada de 1950, però a mitjans de la dècada de 1990, es va fer massa petita. Es va decidir tancar la terminal per renovació després de l'obertura de la Terminal 2.
A finals del 1990, per commemorar el 50è aniversari de la fundació de la República Popular de la Xina, l'aeroport es va ampliar de nou. Aquesta nova terminal es va inaugurar l'1 de novembre i va ser anomenada Terminal 2. El 20 de setembre de 2004, es va dur a terme l'obertura de la Terminal 1 per a algunes aerolínies incloent-hi vols nacionals i internacionals de China Southern Airlines.
Una altra amplicació de l'aeroport, la Terminal 3, es va completar el febrer de 2008, a temps per als Jocs Olímpics de Pequín 2008. Aquesta expansió colosal inclou la construcció d'una tercera pista d'aterratge i una connexió ferroviari amb el centre de la ciutat. Durant la seva obertura, va ser la major infraestrcutura aeroportuaria del moment i una gran símbol per Pequín en representació de la ciutat en creixement i del desenvolupament econòmic de la Xina. L'expansió es va finançar en gran part amb 500 milions d'euros provinents de préstecs del Banc Europeu d'Inversions.

## Terminals
- Terminal 1: Té una superfície útil de 60,000 metres quadrats i 16 portes d'embarcament. Serveix com a base a les aerolínies Hainan Airlines, Grand China Air, Deer Air i Tianjin Airlines.
- Terminal 2: Va ser construïda per assumir el trànsit de la Terminal 1 mentre estava en procés de renovació i actualment serveix com a base a les aerolínies China Southern Airlines, China Eastern Airlines i a l'aliança SkyTeam.
- Terminal 3: Va entrar en ple funcionament el 26 de març de 2008 i és la base d'Air China i de les aliances Star Alliance i Oneworld. La terminal està dividida en altres terminals i és considerada un dels edificis aeroportuaris més grans del món, per darrere de l'Aeroport Internacional de Dubai.

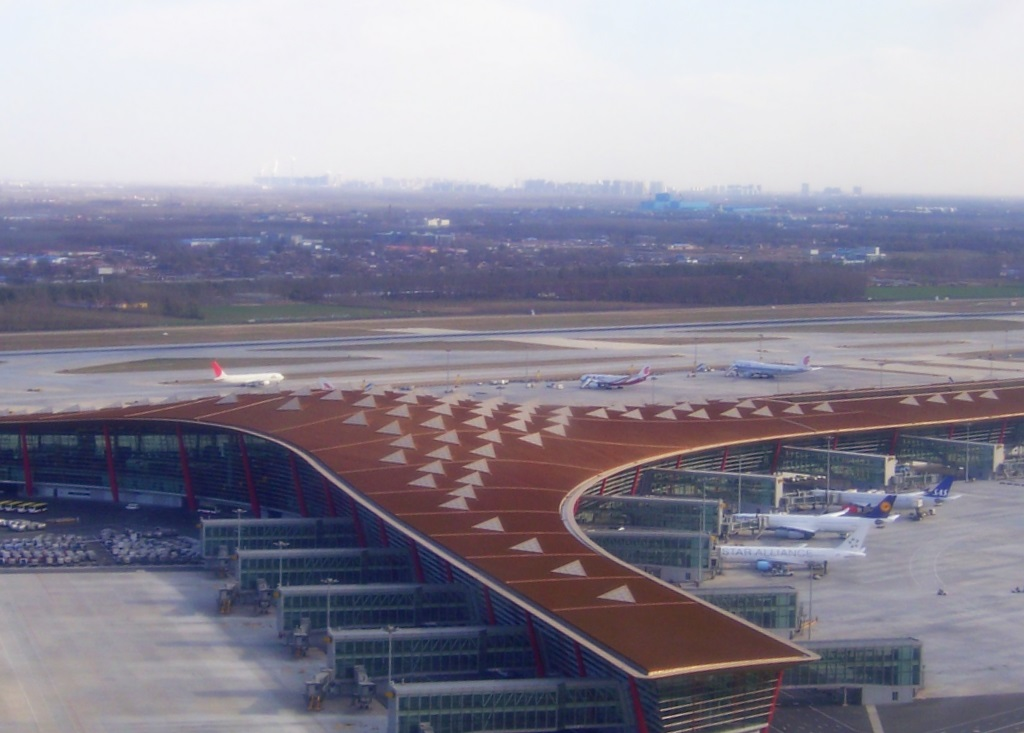
Vista exterior de l'edifici de la Terminal 3E
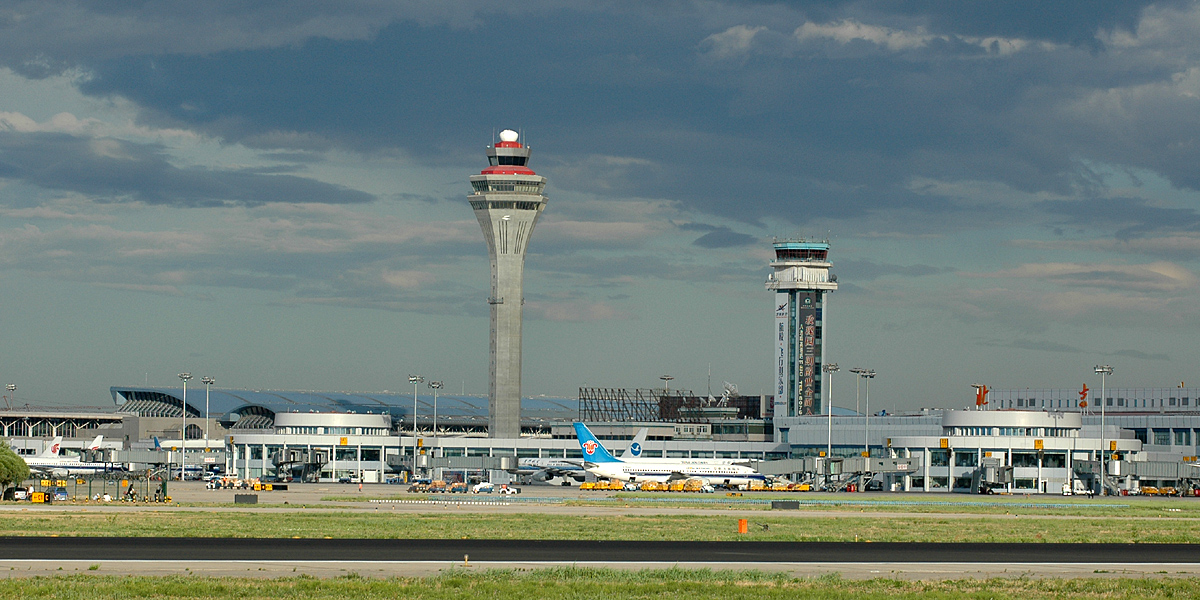
Conjunt aeroportuari junt amb les torres de control
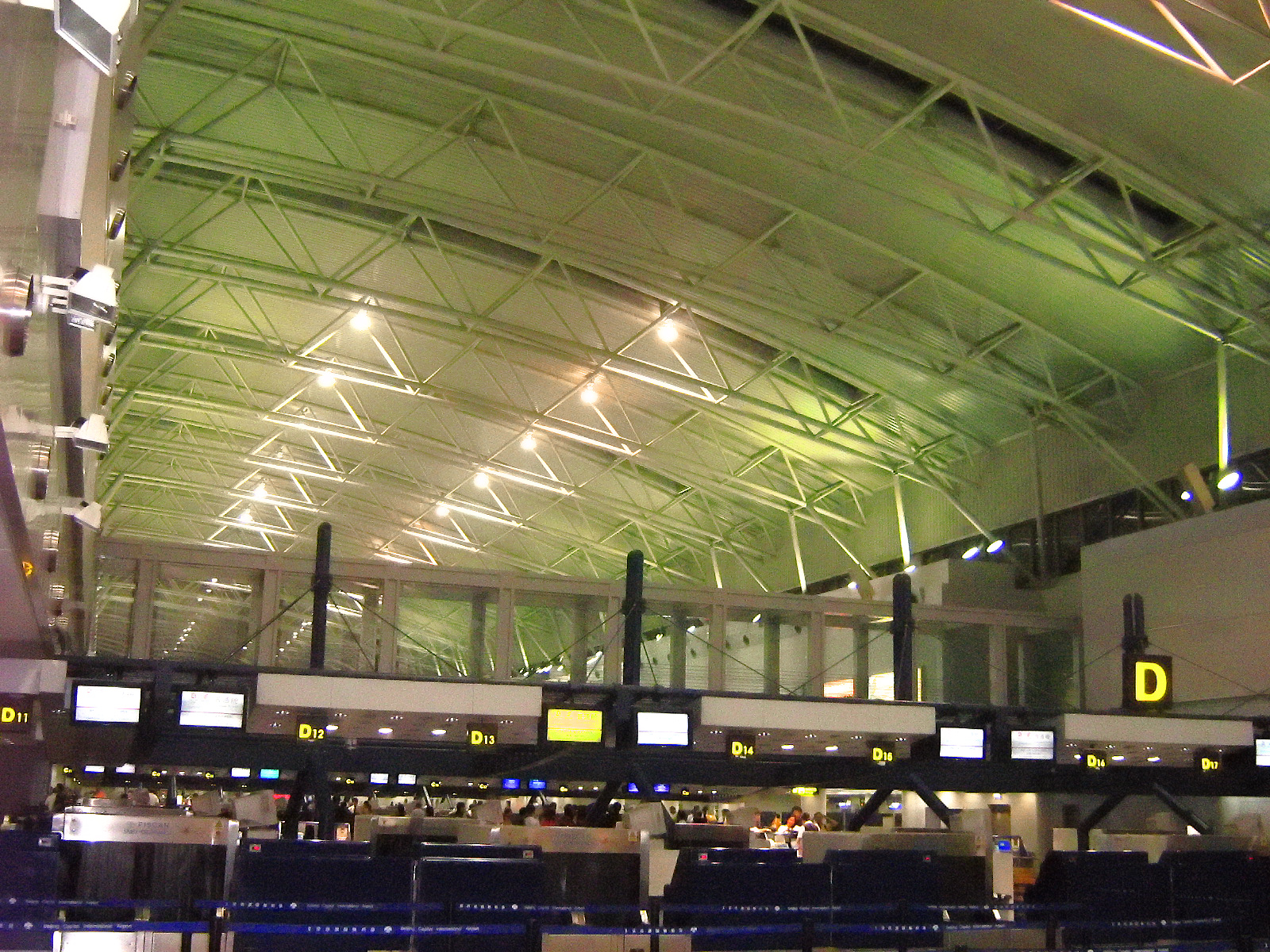
Vestíbul de sortides de la Terminal 2
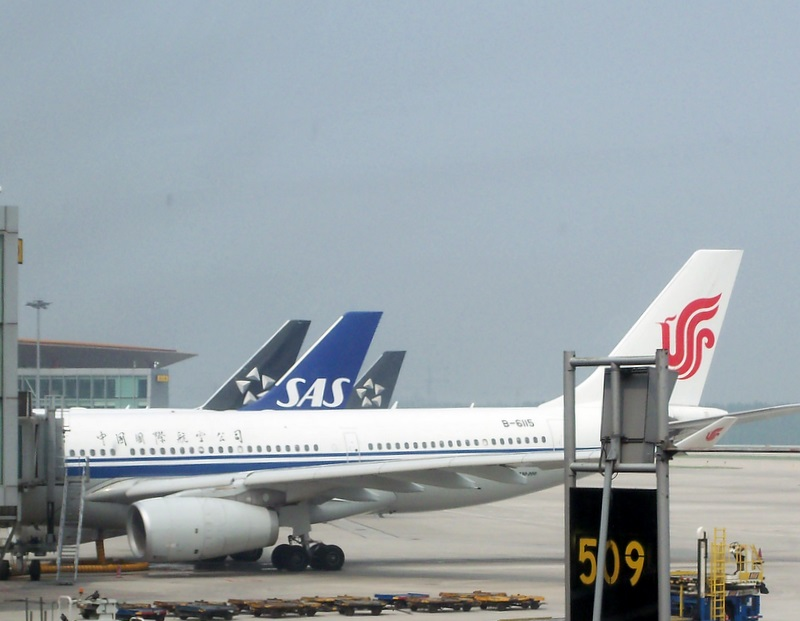
La Terminal 3 serveix com a hub a la Star Alliance

## Aerolínies i destinacions
| Companyia                                | Destinacions | Terminal |
| ---------------------------------------- | --- | -------- |
| Aeroflot                                 | Moscou-Xeremètievo | 2        |
| Aerosvit Airlines                        | Kíev-Boryspil | 2        |
| Afriqiyah Airways                        | Trípoli | 2        |
| Air Algérie                              | Alger | 2        |
| Air Astana                               | Almaty | 2        |
| Air Canada                               | Toronto-Pearson, Vancouver | 3E       |
| Air China                                | Baotou, Beihai, Changchun, Changsha, Changzhou, Chaoyang, Chengdu, Chifeng, Chongqing, Dalian, Dandong, Daqing, Datong, Dazhou, Fuzhou, Guangyuan, Guangzhou, Guilin, Guiyang, Haikou, Hailar, Hangzhou, Harbin, Hefei, Hohhot, Hotan, Huangshan, Jiamusi, Jingdezhen, Jinggangshan, Kashgar, Kunming, Lanzhou, Lhasa, Liuzhou, Mianyang, Nanchang, Nanquín, Nanning, Nantong, Ningbo, Ordos, Qiqihar, Quanzhou, Sanya, Shanghai-Hongqiao, Shantou, Shenyang, Shenzhen, Taiyuan, Taizhou (Zhejiang), Tongliao, Tsingtao, Ulanhot, Urumqi, Weihai, Wenzhou, Wuhan, Wuxi, Xangai-Pudong, Xiamen, Xi'an, Xiangfan, Xilinhot, Xining, Xuzhou, Yancheng, Yanji, Yantai, Yibin, Yichang, Yinchuan, Yuncheng, Zhangjiajie, Zhanjiang, Zhengzhou, Zhuhai | 3C       |
| Air China                                | Atenes, Bangkok-Suvarnabhumi, Barcelona, Busan, Daegu, Delhi, Dubai, Düsseldorf, Frankfurt, Fukuoka, Hong Kong, Jakarta, Karachi, Kuala Lumpur, Londres-Heathrow, Los Angeles, Madrid-Barajas, Manila, Melbourne, Milà-Malpensa, Moscou-Xeremètievo, Múnic, Nagoya-Centrair, Nova York-JFK, Osaka-Kansai, París-Charles de Gaulle, Pyongyang, Roma-Fiumicino, San Francisco, Sao Paulo-Guarulhos, Sapporo-Chitose, Sendai, Seül-Incheon, Singapur, Estocolm-Arlanda, Sydney, Taipei-Taoyuan, Tòquio-Haneda, Tòquio-Narita, Ulaanbaatar, Vancouver, Yangon, Yekaterinburg | 3E       |
| Air France                               | París-Charles de Gaulle | 2        |
| Air Koryo                                | Pyongyang | 2        |
| Air Macau                                | Macau | 3E       |
| Air New Zealand                          | Auckland | 3E       |
| Air Zimbabwe                             | Harare, Kuala Lumpur | 2        |
| Alitalia                                 | Roma-Fiumicino | 2        |
| All Nippon Airways                       | Tòquio-Haneda, Tòquio-Narita | 3E       |
| All Nippon Airways operat per Air Nippon | Osaka-Kansai | 3E       |
| American Airlines                        | Chicago-O'Hare | 3E       |
| Asiana Airlines                          | Busan, Cheongju, Muan, Seül-Incheon | 3E       |
| Austrian Airlines                        | Viena | 3E       |
| Beijing Capital Airlines                 | Baotou, Erenhot, Hohhot, Jixi, Lijiang | 1        |
| British Airways                          | Londres-Heathrow | 3E       |
| Cathay Pacific                           | Hong Kong | 3E       |
| Cebu Pacific                             | Manila | 2        |
| China Airlines                           | Taipei-Taoyuan | 3E       |
| China Eastern Airlines                   | Changzhou, Dalian, Da Nang, Delhi, Dhaka, Enshi, Fukuoka, Hangzhou, Hefei, Huai'an, Jeju, Kunming, Lanzhou, Lianyungang, Lijiang, Linyi, Luoyang, Luzhou, Nagoya-Centrair, Nanchang, Nanjing, Ningbo, Okayama, Osaka-Kansai, Seül-Incheon, Shanghai-Hongqiao, Taiyuan, Tengchong, Tòquio-Narita, Tsingtao, Wenzhou, Wuhan, Xangai-Pudong, Xi'an, Yantai, Yibin, Yinchuan | 2        |
| China Southern Airlines                  | Amsterdam, Anshan, Beihai, Changbaishan, Changchun, Changde, Changsha, Changzhi, Chengdu, Dalian, Daqing, Dubai, Ganzhou, Guangzhou, Guilin, Guiyang, Haikou, Hangzhou, Hanoi, Harbin, Heihe, Hong Kong, Huaihua, Jeddah, Kunming, Lhasa, Manila, Mohe, Nanchong, Nanquín, Nanning, Nanyang, Ningbo, Phnom Penh, Sanya, Seül-Incheon, Shanghai-Hongqiao, Shantou, Shenzhen, Shenyang, Teheran-Imam Khomeini, Txungking, Urumqi, Wuhan, Xi'an, Xining, Yanji, Yichun (Heilongjiang), Yinchuan, Yiwu, Yongzhou, Zhangjiajie, Zhengzhou, Zhuhai de temporada: Phuket, Taixkent | 2        |
| Continental Airlines                     | Newark | 3E       |
| Chongqing Airlines                       | Chongqing, Diqing | 2        |
| Delta Air Lines                          | Detroit, Seattle/Tacoma, Tòquio-Narita | 2        |
| Cathay Dragon                            | Hong Kong | 3E       |
| Edelweiss Air                            | de temporada: Zuric | 3E       |
| EgyptAir                                 | El Caire | 3E       |
| El Al                                    | Tel-Aviv | 3E       |
| Emirates                                 | Dubai | 3E       |
| Ethiopian Airlines                       | Addis Abeba, Delhi | 2        |
| Etihad Airways                           | Abu Dhabi | 3E       |
| EVA Air                                  | Taipei-Taoyuan | 3E       |
| Finnair                                  | Hèlsinki | 3E       |
| Garuda Indonesia                         | Jakarta-Soekarno-Hatta | 2        |
| Grand China Air                          | Dalian, Guilin, Harbin, Nanchang, Nanning | 1        |
| Hainan Airlines                          | Baotou, Changchun, Changsha, Changzhi, Chengdu, Fuzhou, Guangzhou, Guiyang, Haikou, Hailar, Hangzhou, Hefei, Hohhot, Jiamusi, Kunming, Lanzhou, Manzhouli, Mudanjiang, Nanjing, Ningbo, Qiqihar, Sanya, Shanghai-Hongqiao, Shenzhen, Taiyuan, Txungking, Urumqi, Wenzhou, Wuhai, Wuhan, Xi'an, Xiamen, Yichang, Yinchuan | 1        |
| Hainan Airlines                          | Almaty, Bangkok-Suvarnabhumi, Berlin-Tegel, Brussels, Budapest, El Caire, Dubai, Irkutsk, Khartum, Krasnoiarsk, Luanda, Novossibirsk, Moscou-Xeremètievo, Sant Petersburg, Phuket, Seattle/Tacoma, Taipei-Taoyuan, Toronto-Pearson | 2        |
| Hong Kong Airlines                       | Hong Kong | 2        |
| Hong Kong Express Airways                | Hong Kong | 2        |
| Iran Air                                 | Teheran-Imam Khomeini, Tòquio-Narita | 2        |
| Japan Airlines                           | Tòquio-Haneda, Tòquio-Narita | 3E       |
| KLM                                      | Amsterdam | 2        |
| Korean Air                               | Busan, Jeju, Seül-Incheon | 2        |
| Lufthansa                                | Frankfurt, Múnic | 3E       |
| Malaysia Airlines                        | Kuala Lumpur | 2        |
| MIAT Mongolian Airlines                  | Ulaanbaatar | 3E       |
| Pakistan International Airlines          | Islamabad, Karachi, Lahore, Tòquio-Narita | 2        |
| Philippine Airlines                      | Manila | 2        |
| Qatar Airways                            | Doha | 3E       |
| Rossiya                                  | de temporada: Sant Petersburg | 2        |
| S7 Airlines                              | Khabàrovsk, Krasnoiarsk, Novossibirsk, Irkutsk, Vladivostok | 3E       |
| Scandinavian Airlines                    | Copenhaguen | 3E       |
| Shandong Airlines                        | Jinan, Tsingtao, Yantai, Yinchuan | 3C       |
| Shanghai Airlines                        | Hangzhou, Harbin, Jiayuguan, Jining, Jiujiang, Lanzhou, Nanjing, Shanghai-Hongqiao, Xi'an | 2        |
| Shenzhen Airlines                        | Nanning, Shenzhen, Wuxi | 3C       |
| Sichuan Airlines                         | Chengdu, Jiuzhaigou, Kunming, Txungking, Wanzhou, Xichang | 3C       |
| Singapore Airlines                       | Singapur | 3E       |
| SriLankan Airlines                       | Bangkok-Suvarnabhumi, Colombo | 2        |
| TAAG Angola Airlines                     | Dubai, Luanda | 2        |
| Thai Airways International               | Bangkok-Suvarnabhumi | 3E       |
| Tianjin Airlines                         | Anqing, Hailar, Weifang, Xi'an, Yan'an, Yulin (Shaanxi), Zhongwei | 1        |
| Transaero Airlines                       | Moscou-Domodédovo | 3E       |
| Turkmenistan Airlines                    | Ashgabat | 2        |
| Turkish Airlines                         | Istanbul-Atatürk | 3E       |
| United Airlines                          | Chicago-O'Hare, San Francisco de temporada: Tòquio-Narita, Washington-Dulles | 3E       |
| Ural Airlines                            | Iekaterinburg | 2        |
| Uzbekistan Airways                       | Taixkent | 2        |
| Vietnam Airlines                         | Hanoi, Ho Chi Minh | 2        |
| Vladivostok Air                          | Iujno-Sakhalinsk, Khabàrovsk, Vladivostok | 2        |
| Xiamen Airlines                          | Changsha, Fuzhou, Longyan, Nanchang, Quanzhou, Wuyishan, Xiamen | 2        |